# Gestapo-Berichte
Als Gestapo-Berichte werden die Schriftstücke der Geheimen Staatspolizei bezeichnet, in denen Ereignisse und Stimmungsberichte aus den Bezirken zusammengefasst waren. Sie wurden von 1933 bis 1936 meist monatlich angefertigt und dem Preußischen Ministerpräsidenten bzw. zugleich preußischen Innenminister Hermann Göring zugeleitet.

## Entstehung und Zweck
Bereits im Februar waren die politischen Abteilungen der preußischen Landeskriminalpolizeistellen ersucht worden, wichtige politische Beobachtungen von überörtlicher Bedeutung an eine Abteilung des Landeskriminalamts zu melden, aus der kurze Zeit später das Geheime Staatspolizeiamt hervorging. Die Lageberichte, die in der Regel monatlich abzuliefern waren, wurden ergänzt durch Ereignismeldungen, in denen über Angriffe auf die NSDAP und Zwischenfälle mit Verletzten berichtet werden sollte.
Als Heinrich Himmler im April 1934 die Führung der Geheimen Staatspolizei erhalten hatte, forderte Reinhard Heydrich als sein Stellvertreter Tagesberichte von den Dienststellen. Ergänzend war monatlich eine allgemeine Übersicht zur Stimmungslage in der Bevölkerung abzuliefern.
Informationen für diese Lageberichte sammelten Zuträger, die Gespräche in öffentlichen Orten wie Gaststätten und Verkehrsmitteln mithörten. In den Berichten sind viele Informationen zu antisemitischen Aktionen von Parteigenossen enthalten. Eingehend wird die Reaktion der Bevölkerung auf die Nürnberger Gesetze erörtert.
Da die öffentliche Meinung wegen der gelenkten Presse und der Gleichschaltung nicht mehr unmittelbar erkennbar war, versuchte die politische Führung, die „Volksmeinung“ auf diesem Wege zu erkunden. Die Lageberichte gingen auch den preußischen Oberpräsidenten und Regierungspräsidenten zu und ihre Inhalte flossen wiederum oft in deren Berichte ein.

## Beschluss zur Einstellung
Zwei Jahre später, am 8. April 1936, ließ Heydrich diese Berichterstattung einstellen. Göring hatte sich beschwert, die Berichte würden einzelne örtliche Schwierigkeiten und kritische Einzeläußerungen verallgemeinern und unnötig aufbauschen. Die Stimmung in der Bevölkerung werde überzeichnet, die Partei selbst könne das „unerschütterliche Vertrauen zum Führer“ besser beurteilen. Die Gestapo-Berichte seien einem größeren Personenkreis zugänglich und die überbewertete Kritik könne zur Verschlechterung der Stimmung beitragen.